# Justin Welborn
Pour les articles homonymes, voir Welborn.
Justin Welborn est un acteur américain.

## Filmographie

### Cinéma

#### Court métrage
- 2001 : Flirting with Myself : homme dans le café (non-crédité)
- 2005 : Gunmetal Grey : Roscoe
- 2009 : Bridge : Rio
- 2010 : Midnight : Our Lady
- 2011 : Blood on My Name : Erwin
- 2012 : Electoral Emissions : Valet
- 2012 : Ghost of Old Highways : The Corporal
- 2012 : Custom Modifications : Todd
- 2012 : Dink. Bam! (vidéo) : Fan
- 2013 : Buckles : Tim
- 2014 : Bedbug : Steve

#### Long métrage
- 2004 : Last Goodbye : Victor (as Justin Wellborn)
- 2006 : Psychopathia Sexualis (en) : Unruly Patient
- 2006 : The Other Side (en) de Gregg Bishop (en) : Male Reaper #2
- 2007 : The Signal : Ben Capstone
- 2008 : Dance of the Dead : Kyle Grubbin
- 2009 : Halloween 2 : M. Hyde
- 2009 : Destination finale 4 (The Final Destination) : Carter Daniels (le raciste)
- 2009 : Plague of the Damned (vidéo) : Plaid zombie
- 2010 : Exhibit A-7
- 2010 : Pelt : John
- 2010 : Father vs. Son : Strip Club Businessman Jr
- 2010 : Love on the Rocks : Patrick
- 2010 : The Crazies : Curt Hammil
- 2012 : The Bay : Activist
- 2012 : Blue Like Jazz (en) : The Pope
- 2012 : Dixie Times : Horace Shaw
- 2013 : Aftermath (en) : Brian Sears
- 2014 : V/H/S Viral : Dante (segment "Dante the Great")
- 2015 : Southbound : Surgeon
- 2016 : Beyond the Gates : Hank
- 2016 : Siren : M. Nyx

### Télévision

#### Téléfilm
- 2009 : Mon effroyable anniversaire (en) (My Super Psycho Sweet 16) de Jacob Gentry : policier en colère
- 2009 : Ben 10: Alien Swarm d'Alex Winter : Psycho 2

#### Série télévisée
- 2008 : American Wives (Army Wives) (saison 2, épisode 07 : Branle-bas de combat) : Bartender
- 2012 : iCarly (saison 6, épisode 12 : Tous à Vegas) : Conman
- 2012 : Drop Dead Diva (saison 4, épisode 11 : Le marteau et l'enclume) : Dennis Fullman
- 2012 : Body of Proof :
  - (saison 2, épisode 18 : Virus, première partie) : Terrorist
  - (saison 2, épisode 19 : Virus, deuxième partie) : Jacob Mount
- 2012 : Body of Proof Webisodes (mini-série) : Hooded Man (voix)
  - (saison 1, épisode 02 : Outbreak Part 2 of 5)
  - (saison 1, épisode 04 : Outbreak Part 4 of 5)
- 2012 - 2014 : Project: Phoenix (6 épisodes) : Gavin Quinn
- 2013 : TMI Hollywood (saison 2, épisode 05 : Final Career Destination) : Host / Various
- 2014 : Ride the Lightning (saison 1, épisode 03 : Vengeance Part 3) : Johnny Cleaver
- 2014 - 2015 : Justified (19 épisodes) : Carl
- 2016 : Hawaii 5-0 (Hawaii Five-0) (saison 6, épisode 21 : Ka Pono Ku'oko'a) : Bobby Stockman
- 2016 : Game of Silence : Bobby Lee
  - (saison 1, épisode 01 : Pilot)
  - (saison 1, épisode 02 : Blood Brothers)